# Estany de Roset
L'Estany de Roset és un estany del Pirineu, situat en el terme comunal d'Angostrina i Vilanova de les Escaldes, a l'Alta Cerdanya, de la Catalunya del Nord.
És a prop de l'extrem nord-oest del terme comunal al qual pertany, a prop al nord-est dee l'Estany de Lanós i a llevant de l'Estany de Lanoset. És també a prop al sud-est de la Portella d'Orlú, o de Serra Blanca.
L'Estany de Roset és un indret visitat habitualment per les rutes excursionistes del sector nord del Massís del Carlit relacionades amb l'Estany de Lanós.